# Rhytidoponera cristata
Rhytidoponera cristata é uma espécie de formiga do gênero Rhytidoponera.